# 해피 (쿠스미 코하루의 노래)
〈해피☆彡〉(일본어: ハッピー☆彡)는 츠키시마 키라리 starring 쿠스미 코하루 (모닝구무스메)의 3번째 싱글이다. 2007년 5월 2일에 zetima에서 발매됐다.

## 개요
전작 〈발랄라이카〉로부터 약 7개월 만의 발매이며, 2007년 1번째 싱글. 또, 2007년 5월 9일에 표제곡의 PV, 메이킹 영상이 수록되어있는 싱글 V가 발매됐다.
표제곡 〈해피☆彡〉는 TV 애니메이션 《키라링☆레볼루션》의 3번째 오프닝 테마이다. hot express에서는 업템포의 팝튠이며, 악곡 자체에도 세계관이 구축되어있다고 비평했다. 또, 기존의 악곡과 마찬가지로, 극중에서도 삽입곡으로 사용됐다. 발매전주부터 Dohhh UP!에서 PV가 공개됐다.
커플링곡의 〈사랑의 마법은 내 사랑의 미!〉(恋の魔法はハビビのビ!)는 엔딩 테마로 사용되고 있다. hot express의 모토이 요스케는 마법감이 나오는 이국적인 분위기로 완성됐다고 비평했다.
초회한정반, 통상반의 2종 발매이며, 전자에는 슈퍼 콜라보 밀푀카드가, 후자의 초회사양에는 스페셜 스티커가 봉입되어있다. 또, 발매에 앞서서 아틀라스가 개발한 트레이딩 카드 게임 방식의 여아용 아케이드 게임인 《키라링☆레볼루션 해피☆아이돌 라이프》의 제2탄에서 사용할 수 있는 곡으로 배포되고 있다.

## 수록곡
1. 해피☆彡(ハッピー☆彡) [3:56]
  - 작사 · 작곡 · 편곡: BOUNCEBACK

TV 애니메이션 《키라링☆레볼루션》 오프닝 테마
2. 사랑의 마법은 내 사랑의 미!(恋の魔法はハビビのビ!) [3:41]
  - 작사: 스야마 치에코, 요시다 카츠야, 작곡 · 편곡: 요시다 카츠야

TV 애니메이션 《키라링☆레볼루션》 엔딩 테마
3. 해피☆彡 (Instrumental)

## 수록작품

### CD
| 악곡    | 발매일           | 제목        | 비고             |
| ------- | ---------------- | ----------- | ---------------- |
| 해피☆彡 | 2007년 12월 19일 | 키라링☆랜드 | 2번째 정규 음반. |

### DVD
| 발매일          | 제목                            | 비고                |
| 해피☆彡         | 해피☆彡                         | 해피☆彡             |
| --------------- | ------------------------------- | ------------------- |
| 2007년 5월 9일  | 해피☆彡 싱글V                   | PV, 메이킹 DVD.     |
| 2009년 2월 25일 | 키라링☆레볼루션 스페셜 라이브   | 라이브 이벤트 영상. |
| 2009년 7월 8일  | 키라링☆레볼루션 파이널 스테이지 | 라이브 이벤트 영상. |